# Bubendorf (Pilgersdorf)
Bubendorf is een plaats in de Oostenrijkse gemeente Pilgersdorf, Burgenland, en telt 276 inwoners (2003).